# Boulevard Strastnoï
Boulevard de la Passion
Le boulevard Strastnoï (russe : Страстной бульвар, Strastnoï boulvar soit « boulevard de la Passion ») est un boulevard célèbre dans le centre historique de Moscou.

## Situation et accès
Ce boulevard, d'une longueur de 550 m, fait partie de l'Anneau des boulevards qui ceinture le vieux Moscou de la rive droite. Il débute Place Pouchkine (anciennement Place de la Passion ou Place de Tver) et se termine Place de la Porte Petrovsky. 
Il fait partie de l'arrondissement Tverskoï (de Tver) et sa station de métro la plus proche est Tchekhovskaïa.
C'est aujourd'hui un quartier d'affaires et d'habitations prestigieux, dont la proximité avec la Place Pouchkine en fait un lieu d'élite.

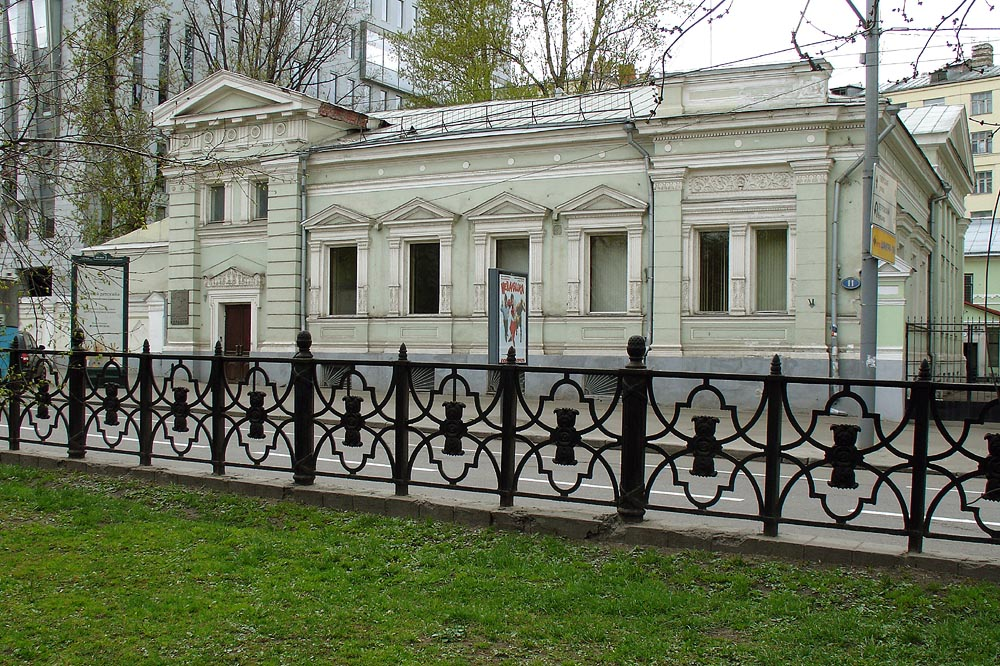
Hôtel particulier Élaguine au no 11, construit dans les années 1890.

## Origine du nom
Son nom provient du monastère de la Passion construit au XVIIe siècle et démoli par les autorités soviétiques en 1938.

## Bâtiments remarquables et lieux de mémoire
De nombreux ouvrages littéraires font référence au boulevard de la Passion, comme Anna Karénine ou Guerre et Paix de Tolstoï. 
Il est bordé d'anciens hôtels particuliers, construits en style Empire après l'incendie de 1812, et d'immeubles de rapport de la fin du XIXe et du XXe siècle.